# Горнє Време
Горнє Време (словен. Gornje Vreme) — поселення в общині Дівача, Регіон Обално-крашка, Словенія. Висота над рівнем моря: 367 м.